# Chulo
Chulo (georgiska: ხულო) är en daba (stadsliknande ort) och huvudort i ett distrikt med samma namn i Georgien. Den ligger i regionen Adzjarien, i den västra delen av landet, 210 km väster om huvudstaden Tbilisi. Antalet invånare var 1 007 år 2014.